# Убиства Срба у Вуковару 1991.
Убиства Срба у Вуковару 1991. године су организована у режији милитантне странке ХДЗ, којом су руководили локални моћници: Томислав Мерчеп и Благо Задро.
У томе су им помагале страначке колеге: Јуре Марушић, Мирко Николашевић, Мартин Сабљић, Анте Врањковић и др. Циљ деловања ХДЗ био је етничко чишћење Срба из Вуковара, по налогу централе ХДЗ из Загреба.
Ова убијања Срба су трајала од 1. маја па све до 18. новембра 1991. године, када су завршене борбе за град.

## Позадина
Живот у граду на Вуки је до пролећа 1990. године био нормалан. Људи су живели сасвим обичан живот карактеристичан за оно време социјалистичке лагоде. Било је неколико фабрика (Борово, Вупик, Вутекс, Итекс...) и фирми које су за ондашњих 80.000 људи обезбеђивале егзистенцију. Неки грађани су чак радили и у пољопривреди, за себе. Са пар јутара земље било је сасвим довољно да прехране породицу.
Што се националне структуре тиче, према попису становништва из 1991. године у Вуковару нити једна етничка скупина није имала апсолутну већину. Хрвати су притом чинили 47,18 посто, а Срби 31,31 посто становништва, уз 9,75 посто Југославена. Ова се разноликост могла приметити и на локалним изборима у Вуковару, одржаним 22. априла 1990., на којима је ХДЗ био убедљиво поражен у односу на Савез комуниста Хрватске (26% ХДЗ, а СКХ 65% гласова), док је Српска демократска странка под вођством Јована Рашковића у Вуковару формирана тек 10. јуна 1990. године.
Почетком 1990. године дошло је и до економских проблема у индустријским гигантима Вуковара. Радници у комбинату Борово су добијали минималце и то у боновима, а не у динарима.
Дана 25. јануара 1991. на телевизији су приказани снимци о Мартину Шпегељу (бивши официр ЈНА) који прича о својим плановима обрачуна са ЈНА и Србима у Хрватској. Влада Републике Хрватске стала је у одбрану Мартина Шпегеља, насупрот савезним властима у Београду.
У марту 1991. код Ђакова је откривено веће складиште оружја за потребе МУП Хрватске и ХДЗ. 10. марта 1991. у вуковарском селу Богдановци, ХДЗ врши смотру паравојних јединица Збора народне гарде (ЗНГ), где је окупљено преко 2.000 људи, углавном Хрвата, и подељено им је оружје.

## Убиства

### Мај 1991.

#### Стеван Инић
Бршадин, српско село између Вуковара и Винковаца. Пре рата ту је живело више од 2.000 становника. Ово село је старо село, насељено је још крајем 16. века. Још у току Другог светског рата 1941—1945, ово село је било антифашистички оријентисано и имало велики број партизанских бораца као и народног хероја Васу Ђурђевића - Турчина.
Једног старца Стевана Инића (63), пензионера убио је његов комшија Михајло Мијо Геленчир, 1. маја 1991. године из пиштоља, хицем у главу. Разлог за ово убиство је ношење заставе савезне државе Југославије, са петокраком, јер се у целој држави обележавао државни празник рада Први мај.
Стеван Инић је иза себе оставио жену и четворо деце са породицама.

### Јун 1991.

#### Симо Поњевић
Претходница убиству Симе Поњевића је убиство старца Стевана Инића (63) такође из Бршадина 1. маја 1991. године од члана милитантне странке ХДЗ, Михајла Геленчира.
Симо Поњевић од оца Милана и мајке Велинке био је полицијски радник СУП Вуковар све до 1991. године када је постао радник савезне полиције СФРЈ. Иначе, он је са својим колегама српске националности напустио СУП Вуковар, јер је стигао шовинистички налог да полицајци у целој СР Хрватској морају скинути звезде петокраке са својих капа и униформи и ставити шаховницу.
Шаховница је иначе Србима у Хрватској, будила аветна сећања на НДХ.
Симо Поњевић био један од људи који су били организатори одбране Бршадина од хрватске полиције и наоружаних чланова ХДЗ. Његове колеге послане су од Томислава Мерчепа, који је преузео већ апсолутну контролу над Вуковаром, да Симу Поњевића ликвидирају. Тако се и дешава у преподневним часовима 26. јуна 1991. године да Симо Поњевић бива смртно рањен (умро је мајци на рукама).
Симо Поњевић је иза себе оставио жену и ћерку која је тада била млађа од годину дана. Сахрањен је у Бршадину на сеоском гробљу.

#### Јован Јаковљевић
Јован Јаковљевић (51), предратни пословођа трговине „Спорт“, која је била део трговачке фирме „Велепромет“. Рођен у оближњем селу Негославци, волео је фудбал и дружење. Био је примеран грађанин из угледне српске породице која је у том крају живела 400 година.
Дана 29. јуна 1991. године у 23 сата испред његове куће дошли су наоружани људи у црним оделима. Тражили су Јована да изађе из куће. Убијен је рафалом на кућном прагу.
На путу ка Бршадину хицима из ватреног оружја 20. јуна 1991. убијен је Драган Ивковић (28), младић српске националности. Истог дана у Вуковару је смртно страдао цивил Стеван Зверац.

### Јул 1991.
Слободан Вучковић, рођен 1955. године у Вуковару, вратио се крајем 1980-их година из Немачке, где је радио као шофер. Желео је да се скраси у родном граду и да отвори приватну фирму. Његов комшија из улице Анте Лопанџић је дојавио МУП Хрватске 1. јула 1991, у Вуковару да се Слободан Вучковић вратио из Немачке, и да је он „непријатељ хрватске државе“. У атмосфери потпуног расула, и страха таква дојава била је практично смртна пресуда. Мерчепови људи су дошли по Вучковића у кућу, и одвели га у приватни затвор Месне заједнице „Никола Демоња“, у Боровом Насељу. Ту су га свирепо мучили и убили. После су леш одвезли до обале Дунава и затим бацили у реку. 11. јула 1991. године Дунав је у Србији избацио његов леш.
Дана 4. јула 1991. године у Борову насељу (део градске зоне Вуковар), у Козарачкој улици, где су већином живели Срби, спроведена је акција етничког чишћења Срба, од стране хрватских полицијских и паравојних јединица, које су биле под надзором Томислава Мерчепа и Благе Задре (високи функционери странке ХДЗ за Вуковар). Овакве акције странке ХДЗ су биле илегалне и антиуставне.
Ова акција етничког чишћења из Козарачке улице у Борову насељу 4. јула 1991. била је реализована од четири добро наоружане групе које су предводили: Жељко Марушић, Анте Росо, Благо Задро и Зоран Готало. Имали су папире код себе где је тачно било наведено које су куће српске тј. у које треба да упадају и нападају.
У тој злочиначкој акцији убијени су: Драган Мијатовић, Стојан Стојановић, Миленко Ћирић, Обрад Драча (38), Богдан Ступар и Миодраг Ружић. Још неколицина српских кућа у Козарачкој улици је опљачкано, а потом и разорено динамитом.
У исто време у Товарнику су од стране хрватских снага заробљени па убијени цивили Милан Шолић (31) и Синиша Стрижак (25) који се налази на листи несталих лица.
Припадници ЗНГ долазе у самачки хотел у Борову насељу 13. јула 1991. око 17 часова, по Миленка Ђуричића са лажном оптужбом да је шпијун контраобавештајне службе ЈНА. Одводе га из самачког хотела аутом до реке Дунав.
Ту је убијен највероватније од Небојше Ходака и Зорана Шипоша, а затим је његов леш бачен у Дунав, који је пронађен 17. јула 1991. године код Бегеча у Србији. Породица Миленка Ђуричића је 27. јула 1991. године у Новом Саду препознала његово беживотно тело.
Припадници хрватске паравојске ЗНГ из Борова насеља: Мирко Николашевић, Винко Леко, Мате Вулчик, Мирко Милановић, Здравко Мликотић, су свако са својом групом 16. јула 1991. године извршили акцију етничког чишћења градске четврти „Буџак“ и „Крива Бара“ у Борову насељу, када су убили и малтретирали већи број српских цивила, имовину опљачкали или уништили. Били су добро наоружани и имали су мапе на којима су биле српске куће јасно обележене. Креатор овог монструозног плана је Томислав Мерчеп, председник вуковарског одбора милитантне странке ХДЗ. У то време господар живота и смрти у Вуковару.
Убијено је и 9 лица: Љубомир Николић, Ђорђе Вучинић, Божо Шкорић, Здравко Дадић, Миленко Ђуричић, Милорад Ђекић.
Љубан Вучинић (48) је рођен у Славском Пољу, крај Вргинмоста. У родном крају школовао, мало радио, а онда отишао прво у Загреб, па у Борово насеље где се оженио и добио двоје деце. Био је стално запослен у транспортној фирми „Борово Транспорт“ као возач.
Љубан Вучинић је био способан човек, волео је музику, весеље и увек спреман да људима помогне или нешто превезе. Никада није био задојен мржњом, са свим комшијама је имао добар однос.
Љубану Вучинићу стиже анониман позив 21. јула 1991. године, где му је речено да не излази из куће и да ће му узети камион, који је био власништво његове фирме.
Тог 22. јула 1991. Љубан Вучинић је одведен око 03.00 часова у жутом ауту марке „Лада“ од униформисаних и наоружаних лица. Све ствари биле по кући разбацане. Неко је обавио претрес његове куће.
Тек након рата Љубанова породица је у Новом Саду успела наћи његово тело и сахранити га у Негославцима. Пре убиства Љубан Вучинић је стравично премлаћен од својих убица, што је документовано сликама новосадске полиције.
Зоран Филиповић (23), од оца Милана, по националности Србин, рођен у Вуковару. Пре рата живео у вуковарском градском насељу Лужац.
25. јула 1991. године, Зоран Филиповић је био у свом путничком аутомобилу марке Застава 128. Припадници злогласног одреда Мерчепове групе за тихе ликвидације су тог дана имали акцију етничког чишћења Лужца, односно групе паравојних формација чији команданти су били: Јуре Марушић, Мирко Николашевић, Винко Леко, Мато Вулчик, Мате Мандић, Марко Пргомет, Мирко Милановић, Драго Касало... Дошли су у насеље Лужац претежно насељен Србима, са картама где су српске куће биле јасно обележене. Противзаконито су лишили слободе Зорана Филиповића, одузели му аутомобил, и ту се Филиповићу губи сваки траг. Био је одведен у једну приватну кућу, где је био изложен стравичној физичкој тортури од стране Мерчепове паравојне групе. Утврђено је да је на крају убијен хицем из ватреног оружја у главу. А затим му је беживотно тело бачено у реку Дунав.
Његово унакажено тело је Дунав избацио 1. августа 1991. код места Сусек, код Челарева у Србији.
Саво Дамјановић (32), од оца Стојка, рођен је 27. јануара 1959. у селу Босут, надомак Сремске Митровице.
По професији је био медицински техничар, пре рата запослен на Неуропсихијатрији вуковарске Градске болнице. Био је ожењен и има двоје деце. Саво је био обичан члан СДС Јована Рашковића.
У ноћи између 25. и 26. јула 1991. Саво Дамјановић је одведен од непознатих мушкараца обучених у униформе ЗНГ, у ноћној смени, у присуству неколико сведока, дежурног лекара.
Његова супруга је истог дана, 26. јула 1991. године пријавила нестанак у полицији, али у МУП Вуковар није добила валидно обавештење. Чак и касније, од тих сведока, нико није био вољан да говори о мистериозном нестанку Саве Дамјановића.
У селу Сотин надомак Вуковара, убијен је Михајло Нађ 4. јула 1991. За његово убиство терете се припадници ЗНГ: Здравко Комшић, Стјепан Мачковић, Иван Микулић и Таде Иштук.
Младен Мркић је рођен 1938. године у селу Домановићи, крај Чапљине (Босна и Херцеговина).
Био је инжењер агрономије тј. директор кооперације у локалном пољопривредном гиганту Вупику, 15 година. Завршио је Пољопривредни факултет у Сарајеву, а након завршених студија дошао је у Жупању где је упознао и супругу Радмилу, а потом су заједно дошли у Вуковар. Имали су и стан у Вуковару у Гундулићевој улици. Био је веома коректан и пријатан човек, који није имао непријатеља. Помагао је коме год је могао.
У среду 31. јула 1991. након завршеног радног времена инжењер Младен Мркић је кренуо из фирме ка кући. Свратио је у трговину да купи намирнице. На изласку из трговине сачекали су га 4 припадника ЗНГ, и одвели у Секретаријат Народне одбране у ауту без регистарских таблица, а након тога му се губи сваки траг. Претпоставља се да је одведен до Дунава, и тамо убијен.
Славко Миодраг, рођен 1938. године, Владо Скелеџија, рођен 1930. године и Бранко Мирјанић, рођен 1935. године су незаконито ухапшени у ноћи између 30. и 31. јула 1991. у својим породичним кућама. Њих тројицу су без оптужница и налога ухапсили припадници ЗНГ под командом Томислава Мерчепа: Жељко Мажар, Насер Арбанас и Ксенија Пиплица. Одвели су их на обалу Дунава и ту убили из ватреног оружја око 4 сата после поноћи. Њихова беживотна тела су гурнули у Дунав. Након тога су се злочинци вратили на вупиков силос у 6:30 сати. Бугаџија Барбара (67) - пензионерка из Борова Насеља, убијена је 19. јула 1991. у Боровом Насељу, хицем из ватреног оружја на подручју које су контролисале хрватске снаге. Током јула 1991. убијен је и Милоје Милуновић, цивил српске националности.

### Август 1991.
Бошко Богдановић, од оца Љубомира је рођен 2. јуна 1950. године у месту Чаковци. По занимању је био конобар и био је запослен у „Градској Кавани“ у Вуковару. Ухапшен је 3. августа 1991. и од тада му се губи траг. Неколико дана касније Дунав је избацио његово тело у Србији.
Жељко Паић је рођен 1960. године у Вуковару. У Осијеку је завршио средњу угоститељску школу, и након тога се запослио у бифеу на Главној Аутобуској станици у центру Вуковара. Живео је са женом и двоје деце у вуковарској Новој улици. Његова жена Јелица Паић је радила у својој приватној продавници у Вуковару. Жељко Паић је 10. августа 1991. отишао ујутру на посао. Око подне се чуо са својом супругом. Касније, тога дана, његова супруга је сазнала да је Жељко Паић преузео ту робу, али да се није вратио кући. Отишао је још у банку, да преда новац.
Дана 12. августа 1991. Жељкова супруга је отишла код начелника СУП Вуковар, Стипе Полета и пријавила нестанак свога мужа. Он је све то забележио, и рекао да у евиденцији СУП-а Вуковар Жељко Паић није евидентиран као ухапшен. Сем начелнику СУП-а Јелица се није никоме обраћала, јер није ни имала коме. Његов леш је испливао низводно 18. августа 1991. године, неколико километара код Нештина, у Србији.
У Вуковару су током августа 1991. убијени и српски цивили: Славко Драгишић, Илија Лозанчић, Русин Михајло Чизмар, Живојин Палић, Мирко Појатић. Русин Еуген Бики преминуо је 28. августа 1991. од задобијених повреда у покушају да угаси подметнути пожар на свом салашу у Вуковару, а у Боровом Селу су 28. августа 1991. убијени цивили, супружници Веселин (59) и Славка Рашета (53) након што су хрватски војници погодили тромблонском мином њихову породичну кућу.

### Септембар 1991.
Бошко Лукић, од оца Драгољуба рођен је 8. јануара 1952. године у месту Горња Бријесница, покрај Тузле. 14. септембра 1991. године у Боровом Насељу му се губи сваки траг. Његово тело избацио је Дунав неколико дана касније у Србији.
Стево Рокнић, од оца Боже, рођен је 20. фебруара 1991. године у Вргинмосту, на Кордуну. У ноћи између 17. и 18. септембра 1991. припадници ЗНГ одвели су га до обале Дунава и тамо убили. Премил Недић, од оца Митра, рођен је 20. октобра 1952. године у Лукавцу, недалеко Слатине у Западној Славонији. У ноћи између 17. и 18. септембра 1991. припадници ЗНГ одвели су га до обала Дунава и тамо убили. У својој породичној кући 22. септембра 1991. припадници хрватске војске су усмртили девојку Наду Самарџију (24) тако што су испалили тромблонску мину на њен дом, а шест дана касније убили су дечаке Момчила Савића, старог 17 година, и Борислава Кнежевића, старог 13 година. У Вуковару су тог септембра 1991. што у својим кућама и становима, што у импровизованим логорима убијени, или на улици погинули и страдали цивили: Михајло Босић (39), Владимир Ћук (40), Јасминка Докић Петковић (30), Станоја Филиповић (62), Ђуро Јанковић (64), Стојан Јокић (52), Војин Мацура, Душан Марјановић (56), Славко Миловановић (69), Павле Милутиновић (64), Милош Николић (33), Михајло Радовић (58), Момчило Смиљанић, Драгица Томшић (80), Гроздана Урсић (64), Јездимир Чолаков (61), Јован Ђорђевић (48), Јелена Филиповић (52). На листи несталих, било да су ухапшени и приведени или породице о њима нису имале информација, налазе се цивили: Саво Саркањац (53), истакнути доктор Адем Сеферагић (51), Стеван Богић (44), Стево Црномат (61), Јелица Воркапић (86) и њен тешко покретни супруг Илија Воркапић (93), Душан Ђурић (46), Миле Гојак (37).

### Октобар 1991.
Мило Ђукић је Србин, настрадао почетком октобра 1991. године у Боровом Насељу, заједно са још 2 цивила српске националности. Пре убиства су мучени. Према изјавама сведока, одговорност за његово убиство сносе припадници ЗНГ: Стеван Деметар, Владо Сабљић, Владо Штерц и Марко Филковић.
Бранко Сучевић је Србин, инвалид без једне ноге, из Борова Насеља, власник два угоститељска објекта: „Грмеч“ и „Мигрос“ у Вуковару, који су минирани у јесен 1991. године од стране припадника ЗНГ. Њега је убио 7. октобра 1991. припадник ЗНГ Дражен Гажо.
Половином октобра 1991. припадници Војне полиције ЗНГ међу којима Владо Штерц и Владо Деметар изводе из склоништа 10-ак српских цивила међу којима: Чеду Јовића, Николу Војводића и Милана Силађина. Они су одведени у Вуковар и тамо убијени.
Дана 11. октобра 1991. припадници хрватске војске су у Вуковару на монструозан начин мучењем и егзекуцијом лишили живота пензионере Анђу Акик (87), њену ћерку Милицу Марчету (63) и њеног супруга Голуба Марчету (80). Њихова тела су потом запалили.
Дана 28. октобра 1991. године у Борову насељу, код "Дома технике" на обали Дунава, постојао је пункт ЗНГ, где је командант био Зоран Шипош. Приведено је 10-ак српских цивила. Првобитно су терани да раде опасне послове, нпр. копање ровова док падају гранате. Чак су и врбовани да приступе ЗНГ. Након мучења ликвидиран је Војислав Ђекић, а ухапшен је и највероватније ликвидиран Чедо Јовић. На подручју Вуковара током октобра месеца убијени су и смртно страдали српски цивили: Душан Цигановић (45), новинар Јусуф Чехајић (под неразјашњеним околностима), Јован Дудуковић (61), Шандор Херетик, Јоцо Ивковић (67), Васиљ Кавач (71), Стојан Лалић (68), његова супруга Вукосава Лалић (73), Иван Орловић (77), његова супруга Вукица Орловић (67), Велимир Пејић (30), Боја Перић (71), Владимир Ракин (28), Нада Сладојевић (61), Војин Смиљанић, Петар Угљешић, Јован Вучетић, Aна Бркић, Јела Илић, Миле Илић, Душко Кнежевић, Чедо Латиновић, Љубомир Николић, Милан Радић, Ирена Сегеди, Ненад Тинтор, Жарко Тинтор, Петар Зорић, Јосип Драгосавац, Горан Ђуранец, Јован Вукмановић, Мирко Субашић (67), Илија Војиновић (64), новинар Милан Жегарац (убијен од хрватског снајперисте). У улици Отокара Кершованија, у насељу Олајница, припадници хрватске војске су средином октобра 1991. хицима из ватреног оружја усмртили супружнике Мирка (80) и Милку Орешчанин, стару 82 године.

### Новембар 1991.
У новембру 1991. почињен је низ ратних злочина над српским цивилним становништвом.
Припадници хрватске војске изводили су цивиле из склоништа, злостављали их и стрељали. Само у дворишту дечијег обданишта "Сунце" у Борову Насељу стрељано је најмање петнаест цивила српске националности. Међу жртвама које су окончале живот на овај и сличне начине су цивили: Јован Марков, Милан Везмар, Бошко Грбић, Милорад Зорић, Константин Лукић, Урош Недучић, Чедо Јовић, Никола Војводић, Светислав Владисављевић, Љубомир Болић, Рајко Нунић, Петар Грубишић, Милан Ђукић, Милан Силађин и други. 5. новембра 1991. припадници ЗНГ: Зденко Штефанчић (1964), Мира Дунатов (1959) заједно за другим припадницима ЗНГ Маренковићем, Ђумићем и Лепеном, око 02.00 часа изводе из склоништа које се налазило у зградама "БЗ" у близини основне школе "Иван Горан Ковачић", српске цивиле Милорада Зорића и Милана Везмара. Одвели су их у подрум солитера С10/2 у Борову Насељу, где су Зорић и Везмар били испитивани и тешко злостављани. Одведени су у двориште дечијег вртића у Борову Насељу где су и ликвидирани из пиштоља.
Предраг Ћирић рођен је 1951. године. Био је ожењен са Мандицом Ћирић, са којом има двоје деце. Предрагов хоби пре рата у Вуковару био је радио-аматерство. У ноћи између 30. и 31. октобра 1991. код њега у кућу долазе припадници ЗНГ: Филковић Марко, Штефанчић Зденко, Мира Дунатов, Иван Капулар и још тројица припадника ЗНГ. Они га малтретирају пред породицом, а затим одводе у неко приватно склониште пицерије „Абазија“ на Трпињској цести где га је Зденко Штефанчић убио из ватреног оружја.

Тома Јаковљевић, инвалид без ноге, пензионер од 63 године, ухапшен је почетком новембра месеца 1991. године. Припадници ЗНГ којима је командант био Мирко Филковић звани Кинез, приводе Тому Јаковљевића, српског цивила који се кретао на штакама, јер је остао без стопала. У Штабу ЗНГ, Тому Јаковљевића су испитивали Мирко Филковић и Стефанчић Зденко (р. 1964) са Миром Дунатов (р. 1959), Остојићем, Лепеном и др. Покојни Јаковљевић требало је да напише изјаву у којој потврђује да поседује оружје, за шта је имао уредну дозволу од СУП-а Вуковар. То оружје је било конзервирано. Тома Јаковљевић је био затворен неколико дана у подруму Штаба ЗНГ, а а затим су га Мира Дунатов са 4 припадника ЗНГ, одвели у дечији вртић у Борову Насељу и тамо убили из ватреног оружја, са више хитаца. Његова супруга Вида Јаковљевић (63) ухапшена је и стрељана на Железничкој станици у Вуковару. Заједно са њом стрељана је и Хрватица Ана Лукић чија је кривица била то што је удата за Србина. Ана је претходно силована и злостављана а потом убијена. На истој локацији 18. новембра 1991. стрељани су и родитељи прослављеног југословенског рукометаша Живојина Врачарића. Мајка Милица (67) остала је на месту мртва, а отац је тешко рањен али је успео да преживи захваљујући припадницима ЈНА који су том приликом наишли. Светислав Владисављевић, од оца Николе, рођен је 1957. године. По занимању је био месар. Њега је рањеног, припадник ЗНГ Никола Ћибарић одвео из склоништа „Борово-комерца“ 4. новембра 1991. и по извођењу ликвидирао.
 Даринка Грујић, девојачки Бандић, остала је у ратном обручу Вуковара 1991. године као активиста Црвеног крста. Била је ведра и весела особа, која се у младости бавила спортом. Пре рата радила је у Борову као референт у служби Планирања. Удала се за Милоша Грујића и са њим има ћерку. 1984. године изабрана је за председника ЦК Борова Насеља. У другој половини октобра 1991. године, Даринка Грујић је била смењена са места председника ЦК Борова насеља, због своје националне припадности.
Под лажном оптужбом припадника ЗНГ да радио станицом одаје положаје ЈНА, ликвидирана је 1. новембра 1991. године, али тело јој ни данас није пронађено. На дан 25. октобра 1991. године је ухапшена и одведена у склониште „Борово-комерца“. Ту је добила кревет и забрањено јој је било да говори са било ким. Ноћу су је водили на саслушања. 1. новембра 1991. године, у поподневним часовима, Даринка Грујић је заједно са још два мушкарца била изведена из склоништа „Борово-комерца“ и одведена до пицерије „Абазија“, где је био смештен штаб Ивана Капулара. По наређењу Марка Бабића, команданта ЗНГ за Трпињску цесту у Борову насељу, она је раздвојена од тих мушкараца. Особе које су одвеле Даринку Гријић из Борово комерца били су Иван Капулар, „Ђидра“ и „Босанац“. Тако је сведочио Ковачић, на Војном суду у Београду, након рата.
Припадници ЗНГ: Зоран Шипош, његова супруга Јасна Шипош и 4 припадника ЗНГ улазе склониште "Нова обућара" у кругу некадашње фабрике гуме и обуће "Борово" у Борову Насељу. Ту изводе 8 цивила, три Хрвата и 5 Срба, међу којима је био Ратко Инић са својом супругом Миленом и сином Марком. Инићев син Марко, дечак од 16 година, је био дијабетичар и душевни болесник. Инићи су стрељани, а осталима је судбина непозната. 13. новембра 1991. припадник ЗНГ Ћибарић Никола (р. 1956) је убио Малецки Стеву из аутоматског оружја рафалом од 5 метака у пределу груди, код аутобуске станице у близини Кудељаре, у Борову насељу, након чега је Малецки одмах издахнуо. Иван Јагић, рођен је 22. марта 1940. године, у селу Чађавички Луг, недалеко од Вировитице. Пребивалиште му је било у Вуковару, на Митници, улица Чворковац бр. 7. Код њега у кућу долазе припадници ЗНГ 15. новембра 1991, који га првобитно саслушавају, а потом и ликвидирају. Из склоништа је изведен и пензионер Симо Сирета, којег су хрватски војници након злостављања стрељали а у истом периоду присилно је нестала Слободанка Ханцко, стара 46 година. У том периоду убијени су и Никола Цревар, Тихомир Ковачевић, Божана Мандић, Никола (53) и Даница Манојловић (48), Стевка Новаковић, Јован Пантић, Ранко Станковић, Ђорђе Стевановић, Миодраг Тешић, Љубомир Вејић, Марко Толић, Бранко Вишић, Недељко Жунић.
У Козарачкој улици 18. новембра 1991. припадници хрватске војске поубијали су пет цивила у њиховим кућама. Тада су убијени Србин Илија Вуковић (1942), његова супруга Еугенија Вуковић звана Гена (1950), иначе Русинка по националности, затим Милосав Булајић (1914), његова супруга Илинка Булајић (1925), Мица Милованковић (71).
Један од најстрашнијих злочина почињен је два дана пред ослобођење града у улици Николе Демоње у Боровом Насељу. Тог 16. новембра 1991. је у Боровом Насељу, на територији под контролом хрватских снага, убијено петнаест српских цивила, међу којима је било и четворо деце. Убијене су целе породице Чечавац и Павловић. Чечавац Мирослав, од оца Чеде, рођен 14. марта 1966. године у Пачетину убијен је са својом супругом Слађаном и  сином Гораном, старим годину и по дана. Неколико припадника ЗНГ, војника подређених Милету Дедаковићу 16. новембра 1991. године упадају у кућу Мирослава Чечавца и ту их убијају на најмонструознији начин. Заједно са њима су убијени и Ана Новаковић (41), Илинка Милошевић (32) и њен син Бранимир, стар десет година који су се ту привремено сакрили. Жртвама је углавном пуцано у главу из непосредне близине. У исто време хрватски војници упадају у двориште суседне куће бр. 74, и том приликом убијају девет цивила. Преживела је једино Милица Трајковић која се два дана рањена скривала у подруму. По њеним речима, са улаза у затворени подрум зачуо се глас непознатог човека који је упитао да ли има некога у подруму. Одговорено му је да су ту само цивили након чега је хрватски војник провалио унутра псујући свима мајку четничку. Злочинци су репетирали пушку и наредили цивилима да одмах напусте подрум. Један за другим, преплашени цивили излазили су из подрума. По Миличиним речима, претпоследња је била Савка Павић, старица од 62 године која је рекла: "Сад ћу ја дијете, сад ћу". У том моменту хрватски војник је потегао обарач и усмртио несрећну старицу док је Милицу ранио.
Након убиства Савке Павић (62), у дворишту породичне куће Новаковић мучки су побијени: Радослав Павић (25) - син убијене Савке, затим Велимир Трајковић - супруг преживеле Милице, Нада Павловић (41) и њено двоје деце - Зорица (15) и Зоран Павловић (17) као и Надина мајка Михољка Павловић (67). Надин невенчани супруг Теодор Тошо Тошковић (41) одведен је иза куће и стрељан а у дворишту је убијен и комшија Милан Траваш (47). Сви су убијени на крајње монструозан начин за шта постоји обимна документација код Војног тужилаштва у Београду. Патолози су утврдили како је Зоран Павловић (17) убијен ударцима секиром по глави док је Зорици (15) глава била разбијена тупом страном секире а уста пуна стакла". Било је трагова мучења, говорили су патолози.

## Налогодавци и извршиоци
1. Томислав Мерчеп, цивил из Борово насеља, рођен 28. септембра 1952. по занимању грађевински инжењер.
2. Благо Задро, цивил из Борово насеља, рођен 31. марта 1944. у Грудама (БиХ), радник у комбинату Борово.
3. Јуре Марушић, цивил из Борово насеља, рођен 20. априла 1944. у Војнићу, по занимању молер.
4. Мартин Сабљић, цивил из Борово насеља, рођен 8. новембра 1939. у Сињу, по занимању приватни трговац.
5. Мирко Николашевић, цивил из Борово насеља, рођен 26. октобра 1933.
6. Анте Врањковић, цивил из Борово насеља, рођен 7. августа 1940. у Прњавору (БиХ).
7. Перо Марић, цивил из Борово насеља, рођен 15. априла 1945. у Рисовцу, по занимању возач.
8. Жељко Левантић, цивил из Борово насеља, рођен 29. октобра 1957. у Вуковару, по занимању инжењер пољопривреде.
9. Ћибарић М. Никола, рођен 14. марта 1956. у Липљану (Србија),
10. Јукић Фердинанд, звани "Јаје"
11. Шипош М. Зоран, рођен 30. децембра 1952. у Сомбору (Србија),
12. Шипош Јасна, супруга Зорана М. Шипоша.
13. Филковић Р. Марко, рођен 1. априла 1960. у Ердуту,
14. Сарђен И. Дамир, рођен 25. августа 1961. у Вуковару,
15. Мира С. Дунатов, рођена 13. децембра 1959. у Нијемцима, код Винковаца,
16. Штефанчић И. Зденко, рођен 29. марта 1964. у Вуковару,
17. Бертол И. Домазет, рођен 29. августа 1960. у Доњим Кладарима, крај Модриче (БиХ),
18. Маџаревић Славко, из Борово насеља, рођен 1963.
19. Томислав М. Јосић, из Борово насеља, рођен 27. фебруара 1964.[тражи се извор]

## Последице
Убиства Срба у Вуковару током пролећа и лета 1991. године показале су јасно намере ХДЗ и њиховог вође Томислава Мерчепа. Мерчеп је са својим сарадницима убиствима српских цивила спроводио етничко чишћење у Вуковару, и блокаду касарне савезне војске ЈНА. Што је произвело реакцију ЈНА да одблокира своју касарну, заштити војнике ЈНА и српске цивиле у Вуковару.
Војно тужилаштво у Београду је од фебруара до јула 1992. водило судски поступак против хрватских полицајаца, паравојника и цивила који су током 1991. починили ратне злочине над Србима. Донето је на десетине пресуда за тешка кривична дела, а две пресуде су биле смртне казне. Крајем јула 1992. покреће се акција за размену заробљеника по принципу "Сви за све", која доводи до потписивања споразума Владе СР Југославије и Владе Хрватске, а реализује се 14. августа 1992. године у Неметину, крај Осијека. Ову акцију са српске стране водио је премијер СРЈ Милан Панић. Осуђеници су пуштени на слободу и у Хрватској дочекани као хероји.